# Wilhelm Weinberg
Wilhelm Weinberg, född den 25 december 1862 i Stuttgart, död den 27 november 1937 i Tübingen, var en tysk läkare som 1908 oberoende av matematikern G.H. Hardy formulerade Hardy-Weinbergs lag.

## Biografi
Weinberg ägnade stor del av sitt akademiska arbete åt studiet av genetik, speciellt om hur man ska använda ärftlighetslagarna inom studiet av populationer.